# Umberto Bindi
Pour les articles homonymes, voir Bindi (homonymie).
Umberto Bindi (né le 12 mai 1932 à Bogliasco et mort le 23 mai 2002 à Rome) est un chanteur italien.

## Discographie

### Albums
- Umberto Bindi e le sue canzoni (1960)
- Umberto Bindi (1961)
- Con il passare del tempo (1972)
- Io e il mare (1976)
- D'ora in poi (1982; réédité en 1996 sous le titre : Le voci della sera)
- Bindi (1985)
- Di coraggio non si muore (1996)

### Singles
- Arrivederci/Odio (Ricordi) (1959)
- Amare te/Nuvola per due (Ricordi) (1959)
- Girotondo per i grandi/Basta una volta (Ricordi) (1959)
- Tu/Non so (Ricordi) (1959)
- Un giorno, un mese, un anno/Lasciatemi sognare (Ricordi) (1960)
- Appuntamento a Madrid/Il confine (Ricordi) (1960)
- È vero/Luna nuova sul Fuji-Yama (Ricordi) (1960)
- Il nostro concerto/Un giorno, un mese, un anno (Ricordi) (1960)
- Se ci sei/Chiedimi l'impossibile (Ricordi) (1960)
- Un paradiso da vendere/Marie Claire (Ricordi) (1960)
- Non mi dire chi sei/Amare te (Ricordi) (1961)
- Riviera/Vento di mare (Ricordi) (1961)
- Noi due/Appuntamento a Madrid (Ricordi) (1961)
- Ninna nanna/Girotondo per i grandi (Ricordi) (1961)
- Jane/Carnevale a Rio (Ricordi) (1962)
- Un ricordo d'amore/Vacanze (RCA) (1962)
- Il mio mondo/Vieni, andiamo (RCA) (1963)
- Ave Maria/Un uomo che ti ama (RCA) (1964)
- Quello che c’èra un giorno/Il giorno della verità (RCA) (1964)
- Per vivere/Storia al mare (Ariston) (1968)
- Mare/Ma perché (Variety) (1969)
- Io e il mare/Flash (Durium) (1976)
- L'alba/Bogliasco notturno (Durium) (1976)
- Letti (con i New Trolls)/Chiara / Miracolo miracolo (solo New Trolls) (Fonopoli Stage) (1976)